# عبد الفتاح قدسية
عبد الفتاح قدسية (مواليد حماة1953) هو نائب مدير مكتب الأمن القومي السوري ومستشار مقرب من الرئيس المخلوع بشار الأسد. تم وضعه على قوائم المطلوبين للولايات المتحدة الأمريكية مع بداية الثورة السورية في 2011.

## الحياة المهنية
قدسية هو ضابط برتبة لواء ركن. خدم في القوات الخاصة وكان رئيس إدارة المخابرات الجوية السورية. كما شغل منصب رئيس شعبة الاستخبارات العسكرية السورية من 2009 إلى تموز 2012.
بعد تفجير مبنى الأمن القومي في حزيران 2012، تم تعيينه في منصب نائب مدير مكتب الأمن القومي الذي أصبح برئاسة علي مملوك. تم استبدال قدسية باللواء رفيق شحادة مديرا عاما للمخابرات العسكرية.
في عام 2008 قاد لجنة التحقيق في اغتيال عماد مغنية المسؤول الأمني والعسكري في حزب الله اللبناني الذي اغتيل في دمشق 

## العقوبات
منذ 9 أيار 2011، قدسية كان واحدا من العديد من المسؤولين المفروض عليهم عقوبات من الاتحاد الأوروبي. تم إضافته إلى قائمة عقوبات الاتحاد الأوروبي بسبب «المشاركة في أعمال العنف ضد المدنيين» خلال الحرب الأهلية السورية. وكان عوقب أيضا من قبل الولايات المتحدة والحكومة السويسرية